# Yvorne
Yvorne − miejscowość i gmina (commune) w zachodniej Szwajcarii, w kantonie Vaud, w okręgu (district) Aigle. Leży nad Rodanem. Znana z produkcji białego wina.

## Demografia
W Yvorne mieszkają 1034 osoby. W 2021 roku 19,6% populacji gminy stanowiły osoby urodzone poza Szwajcarią. 

## Transport
Przez teren gminy przebiegają autostrada A9 oraz drogi główne nr 9 i nr 11. 